# Attaques aux lettres piégées de 2022 en Espagne
Les attaques aux lettres piégées de 2022 en Espagne sont survenues fin novembre et début décembre 2022 lorsqu'un certain nombre de lettres piégées ont été envoyées par la poste dans toute l'Espagne.

## Chronologie
Le 24 novembre 2022, une lettre piégée, adressée au Premier ministre espagnol Pedro Sánchez, est arrivée au palais de la Moncloa à Madrid, en Espagne. La bombe a été détruite dans une explosion contrôlée, sans faire de blessés,,.
Le 30 novembre 2022, d'autres lettres piégées ont été postées. La première a été envoyée par la poste à l'ambassade d'Ukraine à Madrid, explosant lorsqu'un agent de sécurité l'a ouvert dans le jardin de l'ambassade, laissant une "très petite blessure" à un doigt,. Le fabricant d'armes, Instalaza, à Saragosse, au nord-est de Madrid, a reçu un colis similaire quelques heures plus tard,.
Le 1er décembre 2022, avant l'aube, une autre lettre piégée a été interceptée après avoir été détectée par un scanner, à la Base aérienne de Torrejón de Ardoz près de Madrid. Le colis était adressé au Centre satellitaire de l'Union européenne à la base. Le même jour, une lettre piégée supplémentaire a été reçue au ministère de la Défense et a été désamorcée. Une sixième lettre piégée a été envoyée à l'ambassade des États-Unis à Madrid.

## Analyse et réactions
Chacune des lettres piégées aurait été similaire, dans des enveloppes brunes adressées aux responsables de chaque institution. Les dispositifs se composaient de poudre à canon en vrac avec un mécanisme d'allumage électrique, entraînant un effet de combustion plutôt qu'un effet d'explosion. Une responsable, Rosa Serrano, a déclaré à la station de radio SER que les colis envoyés à la fois à l'ambassade d'Ukraine et à Instalaza avaient la même adresse de retour.
En réponse aux attentats à la lettre piégée, les autorités espagnoles ont renforcé les mesures de sécurité dans les bâtiments publics et diplomatiques. Le ministre des Affaires étrangères de l'Ukraine Dmytro Kouleba a ordonné que la sécurité de toutes les ambassades ukrainiennes soit augmentée et a exhorté l'Espagne à enquêter sur l'attaque. La Haute Cour d'Espagne aurait ouvert une enquête sur une éventuelle affaire de terrorisme.